# Гиацинтик
Гиацинтик (лат. Hyacinthella) — род многолетних травянистых луковичных растений подсемейства Пролесковые семейства Спаржевые.

## Ботаническое описание
Многолетние травянистые луковичные растения. Эфемероиды.
Луковица яйцевидная, небольшая, с бумажистыми наружными чешуями.
Листья сизые или серовато-зелёные, линейные, часто прижатые к субстрату и извилистые, в количестве 2—5 шт.
Стрелок несколько или одна от одной луковицы, в зависимости от вида; 3—5 см высотой, за время цветения вытягиваются в полтора раза. Прицветники чешуевидные, одиночные или двойные.
Соцветие кистевидное или колосовидное, короткое.
Листочки околоцветника белые, бледно-голубые или голубовато-фиолетовые.
Семена чёрные, мелкоморщинистые. 

## Виды
Род Hyacinthella на конец 2017 года включает 17 видов:
- Hyacinthella acutiloba — эндемик центральных районов Турции.
- Hyacinthella atropatana — Гиацинтик атропатенский (синоним Scilla atropatana — Пролеска атропатенская) — распространён в южных районах Закавказья.
- Hyacinthella campanulata — эндемик центральных районов Турции.
- Hyacinthella dalmatica — распространён на северо-западе Балканского полуострова.
- Hyacinthella glabrescens — эндемик южных районов Турции.
- Hyacinthella heldreichii — эндемик южных и центральных районов Турции.
- Hyacinthella hispida — эндемик южных районов Турции.
- Hyacinthella lazulina — эндемик южных районов Турции.
- Hyacinthella leucophaea — Гиацинтик беловатый — распространён на Балканах, в Румынии, в южных районах Украины, в Крыму, в российском Предкавказье.
- Hyacinthella lineata — эндемик западных районов Турции.
- Hyacinthella micrantha — эндемик северных и центральных районов Турции.
- Hyacinthella millingenii — распространён в южных районах Турции, на Кипре.
- Hyacinthella nervosa — распространён в южных районах Турции, в Ираке, Ливане, Палестине.
- Hyacinthella pallasiana — Гиацинтик Палласа — распространён в южных районах Украины, в Крыму, в российском Предкавказье.
- Hyacinthella persica — эндемик северного Ирана.
- Hyacinthella siirtensis — эндемик юго-восточных районов Турции.
- Hyacinthella venusta — эндемик Турции.

Ранее в состав рода Hyacinthella включали также виды, которые позднее были включены в роды Alrawia, Bellevalia (Bellevalia paradoxa), Hyacinthus (Hyacinthus transcaspicus и Hyacinthus litwinovii) и Pseudomuscari.

## Выращивание
Гиацинтик Палласа и гиацинтик беловатый рекомендованы для каменистых горок как неприхотливые и морозостойкие декоративные растения.

## Галерея

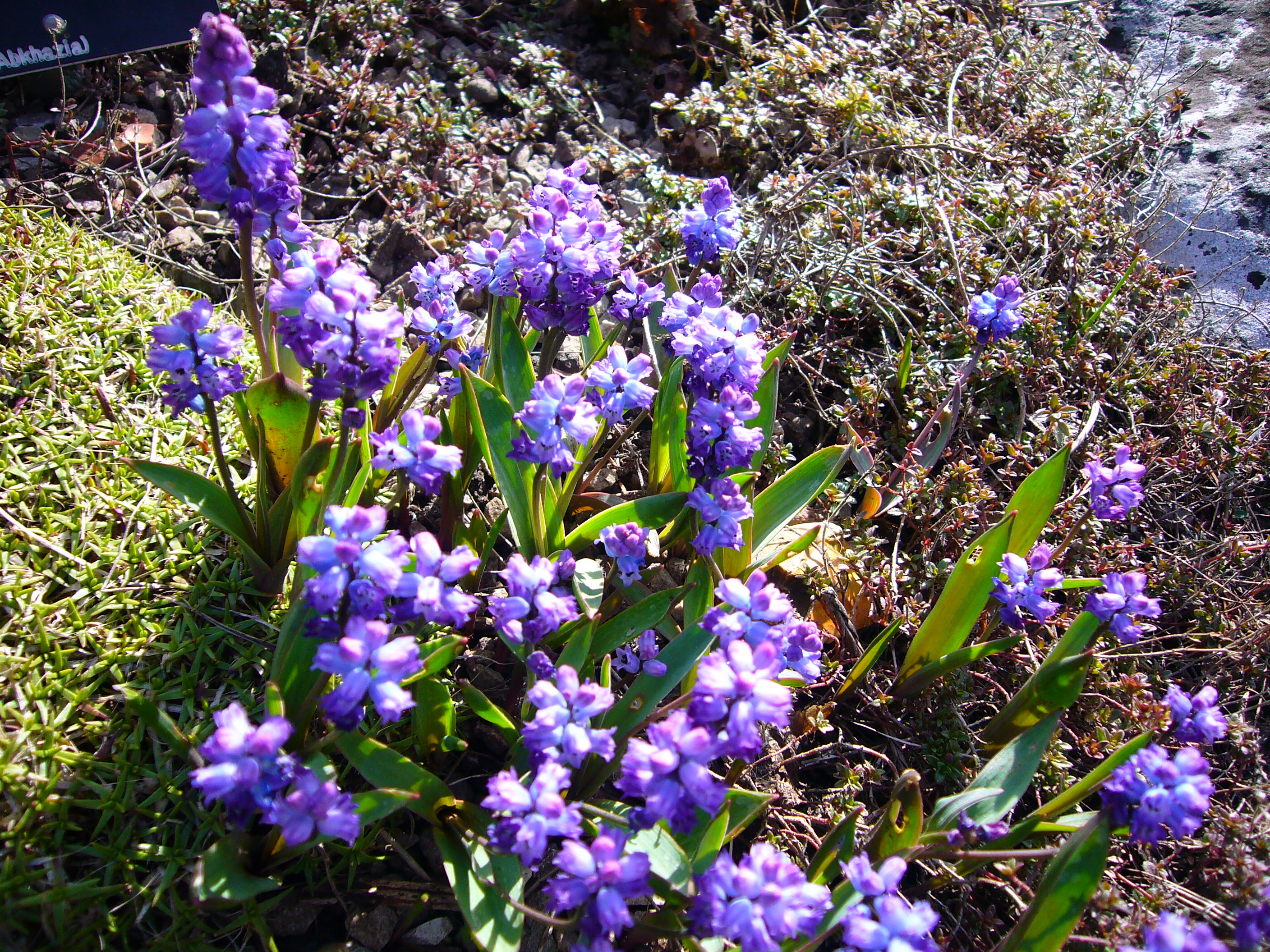
Hyacinthella glabrescens, ботанический сад Кембриджа
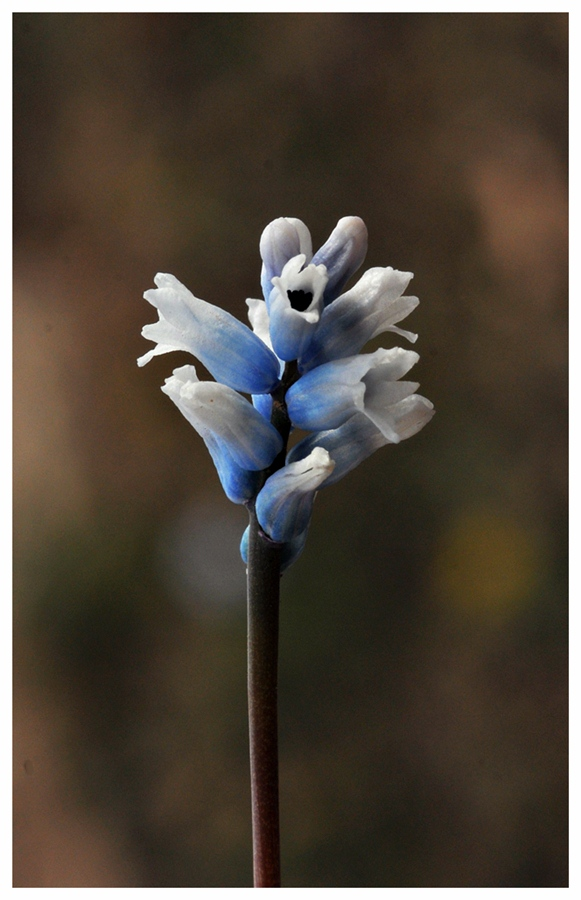
Hyacinthella siirtensis, район Бисмиль, Турция
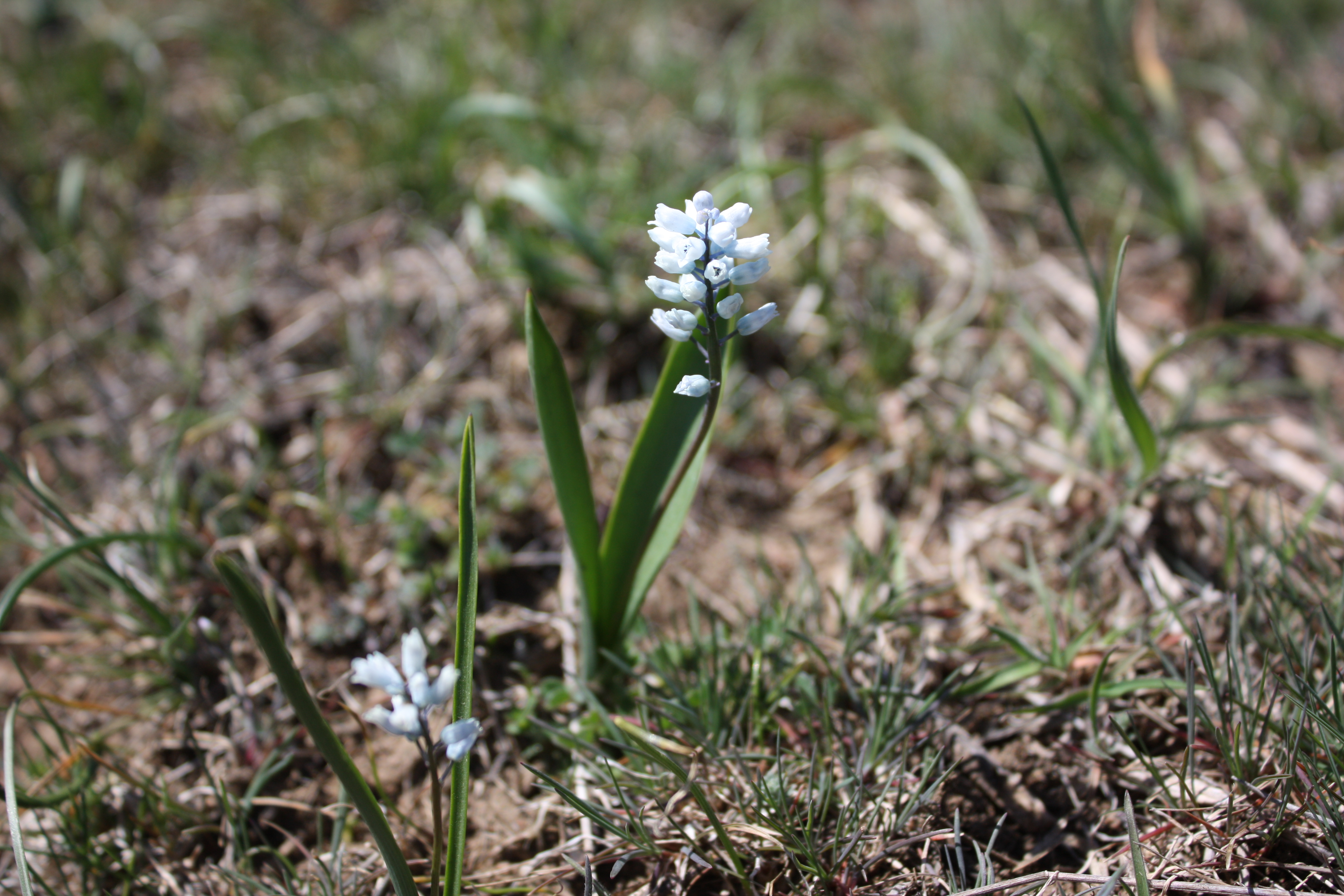
Hyacinthella leucophaea, Кировоградская область, Украина
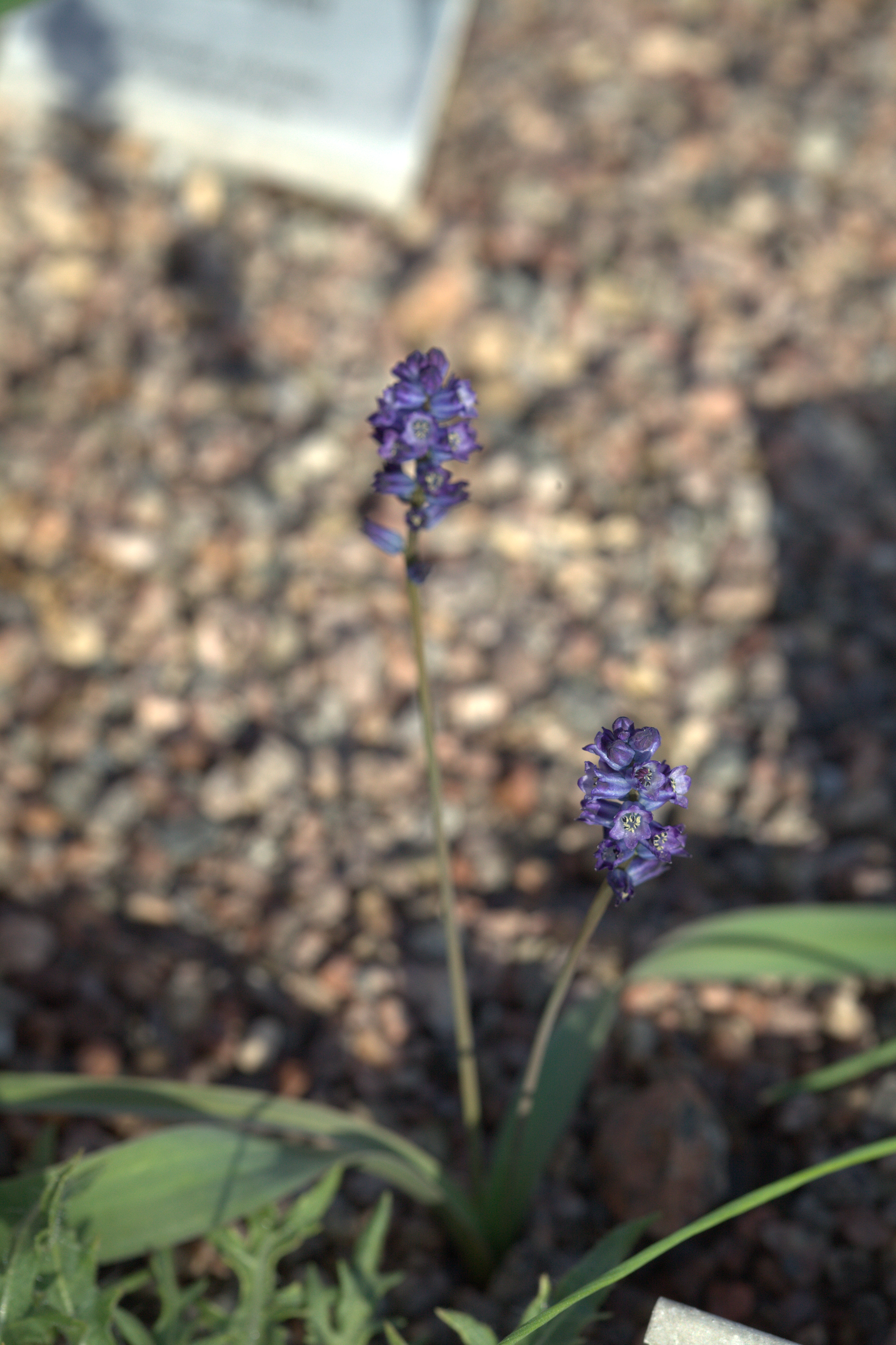
Hyacinthella lazulina, ботанический сад Гётеборга